# Rubén Miño
Rubén Miño Peralta (* 18. Januar 1989 in Cornellà de Llobregat) ist ein spanischer Fußballtorwart.

## Karriere

### Jugendkarriere
Seine Karriere beim FC Barcelona begann Miño im Jahre 2000, als er als Elfjähriger in die Jugendmannschaften des Klubs aufgenommen wurde. Dort spielte er bis 2004 kontinuierlich in den verschiedenen Jugendteams des Vereins und kam schließlich im Jahre 2004 im Alter von 15 Jahren an die La Masia, die klubeigene Nachwuchsakademie. Noch im selben Jahr wechselte der aufstrebende Torwart allerdings auf Leihbasis in den Nachwuchs der unterklassig spielenden UE Cornellà, seinem Heimatverein. Bei den Katalanen hielt es ihn schließlich bis 2006, ehe wieder zu seinem eigentlich Stammverein zurückkehrte. Nach seiner Rückkehr war Miño weitere Jahre im Nachwuchs aktiv und beendete seine Jugendkarriere schließlich als 19-Jähriger im Jahre 2008.

### Die Zeit bei FC Barcelona B
Nachdem er im Jahre 2008 unter dem damaligen Trainer Pep Guardiola in die B-Mannschaft des Vereins geholt wurde, die zum damaligen Zeitpunkt noch unter dem Namen Barcelona Atlètic spielte, folgte für den 19-Jährigen Torwart am 31. August 2008 im Spiel gegen PD Santa Eulalia sein Pflichtspieldebüt. Nach insgesamt 29 Meisterschaftseinsätzen beendete Miño die Saison mit der Mannschaft auf dem fünften Platz, wobei es die Mannschaft nur knapp nicht ins Aufstiegsplay-off schaffte. Nach einer erfolgreicheren Spielzeit 2009/10, in der Miño sich jedoch mit Oier Olazábal im Tor abwechseln musste und so nur zu 17 Ligaeinsätzen kam, schaffte er mit der Mannschaft auf dem zweiten Platz in der Endtabelle rangierend den Aufstieg in die Segunda División, die zweithöchste Fußballliga im spanischen Fußball. Nach anfänglichen Problemen fixierte die Mannschaft im Aufstiegsplay-off mit einem Gesamtscore von 1:0 über die UE Sant Andreu den erstmaligen Wiederaufstieg in die Zweitklassigkeit seit der Saison 1997/98.
Außerdem wurde Miño in dieser Saison auch erstmals in den Profikader des Vereins aufgenommen, für die er schließlich im Jahre 2010 auch sein Pflichtspieldebüt gab. Nach der Schonung des Stammtorhüters Víctor Valdés und dem verletzungsbedingten Ausfalles des Ersatztorwartes José Manuel Pinto hatten vor dem Hinspiel der Supercopa de España des Jahres 2010 gegen den FC Sevilla mit Oier Olazábal und Rubén Miño gleich zwei Torhüter der B-Mannschaft die Chance für dieses Spiels ins Profiteam geholt zu werden. Schlussendlich zog der nunmehrige Trainer der Ersten, Pep Guardiola, Miño als Torwart und wählte Oier Olazábal lediglich als Ersatztorwart im Falle eines Ausfalls des 21-Jährigen in den Profikader. Das Supercuphinspiel gegen den FC Sevilla wurde mit 1:3 verloren; Miño hütete das Tor seines Teams über die volle Spieldauer. Nach einem 4:0-Erfolg im Rückspiel, in dem allerdings wieder Víctor Valdés zum Einsatz kam, schaffte es die Mannschaft mit einem souveränen 4:0-Erfolg doch noch den neunten Supercuptitel in der Vereinsgeschichte an sich zu nehmen.
Nachdem Miño auch während der FIFA-Klub-Weltmeisterschaft 2009 im erweiterten Kader des FC Barcelona stand, jedoch nicht eingesetzt wurde, gab er nach dem Aufstieg in die Segunda División am 28. August 2010 sein Profiligadebüt. Dabei stand er am ersten Spieltag beim 2:1-Auswärtserfolg über Celta Vigo über die volle Spieldauer im Tor des FC Barcelona B. Zuvor verlängerte das Torwarttalent im Sommer 2010 seinen laufenden Vertrag bei Barcelona Atlètic.

### Einberufung ins U-21-Nationalteam
Zu seiner ersten Einberufung in die spanische U-21-Nationalmannschaft kam Miño am 6. Februar 2009, als er für ein Spiel gegen Norwegens U-21 in den Kader geholt wurde. Sein U-21-Teamdebüt gab Miño schließlich am 28. März 2009 bei der 1:2-Niederlage gegen die irische U-21-Nationalelf, als er über die vollen 90 Minuten im Tor der Spanier stand. Seitdem (Stand: 14. Juni 2025) kam Miño in keinem offiziellen U-21-Länderspiel mehr zum Einsatz.

## Erfolge
Barcelona Atlètic
- Aufstieg in die Segunda División: 2009/10

FC Barcelona
- FIFA-Klub-Weltmeister: 2009 (ohne Einsatz)
- Spanischer Supercupsieger: 2010
- Champions-League-Sieger: 2011
- UEFA Super Cup: 2011

Nationalmannschaft
- U-21-Europameister: 2011 (ohne Einsatz)